# سلطان ابراهیم‌خان افخمی
سلطان ابراهیم خان افخمی ملقب به امیراشرف (۱۲۶۸–۱۳۳۶) از مالکان عمده زنجان، سناتور و یازده دوره نماینده مجلس شورای ملی بود.
فرزند علی خان وزیرافخم بود. در مدرسه سیاسی تهران تحصیل کرد و وارد خدمت دربار احمدشاه قاجار شد. سپس به استخدام وزارت داخله (کشور) درآمد و مسئولیت امور شهرها را داشت. در انتخابات پنجمین دوره مجلس شورای ملی در سال ۱۳۰۲ به کمک برادرش سرتیپ عبدالرضا خان افخم ابراهیمی که به سردار سپه نزدیک بود، به نمایندگی زنجان انتخاب شد و کرسی نمایندگی این حوزه را یازده دوره حفظ کرد. در نخستین دوره مجلس سنا در سال ۱۳۲۸ از طرف شاه به عنوان سناتور انتصابی حوزه زنجان، قزوین، ساوه، قم و محلات برگزیده شد اما چون در این دوره به دکتر مصدق نزدیک شد، شاه از او رنجید و در دوره بعد او را برای مجلس سنا انتخاب نکرد.